# Toren (bouwwerk)

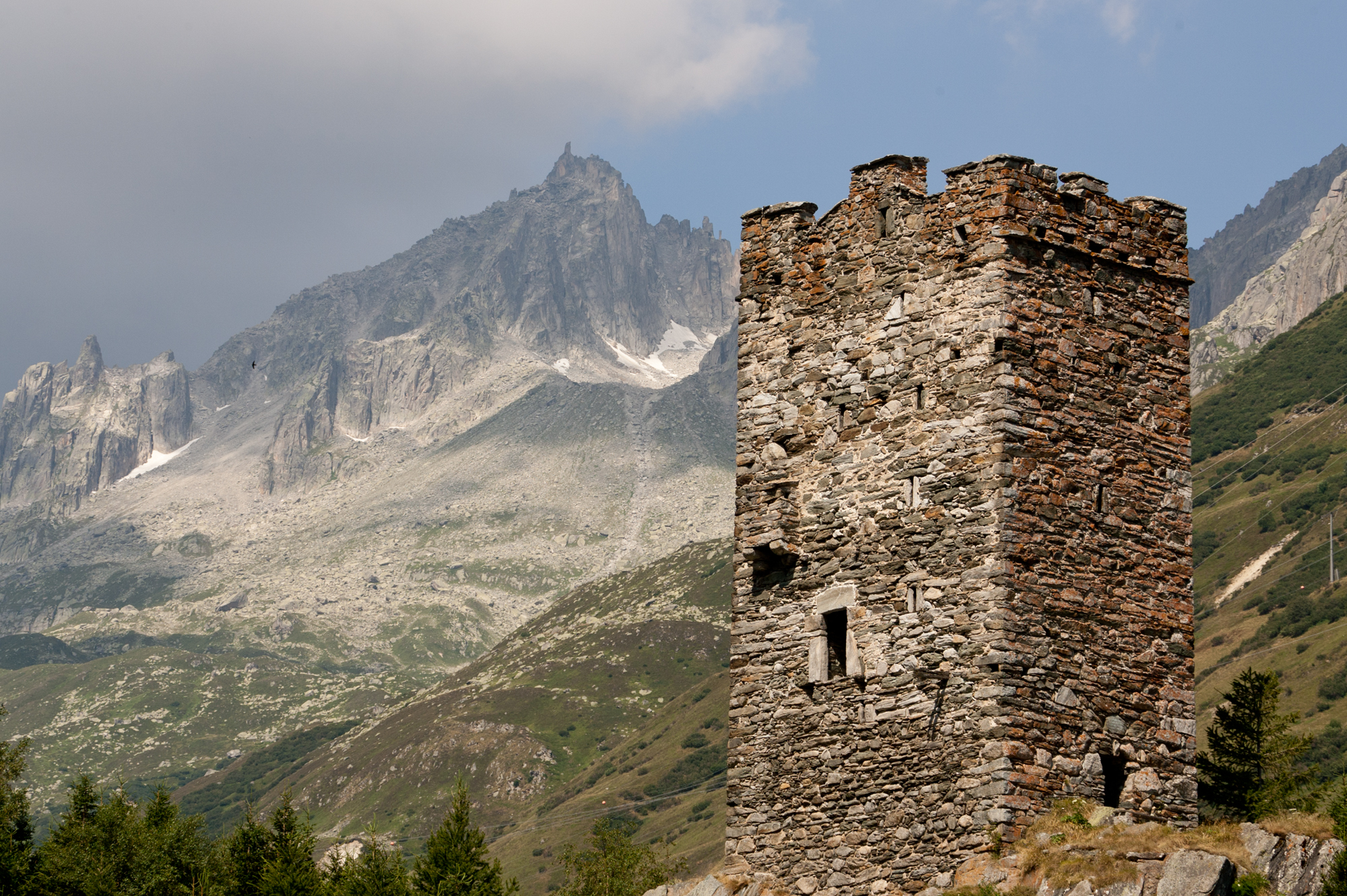
Hospental Wohnturm in Zwitserland

Een toren is een bouwwerk dat aanmerkelijk hoger is, dan het breed en lang is. De grondslag van een toren is meestal vierkant of nagenoeg vierkant. Een toren kan alleenstaand of met een ander gebouw zijn verbonden en steekt in de regel boven andere gebouwen uit. Traditioneel waren kerktorens in Nederland, België en andere Europese landen vaak de hoogste bouwwerken in iedere plaats en kerktorens zijn dan ook de bekendste soort torens. Over het algemeen denkt men bij een toren alleen aan een bouwwerk zonder reguliere verdiepingen.
De benaming wordt ook wel gebruikt voor andere hoge gebouwen zoals bij torenflat of kantoortoren.

## Geschiedenis
Het oudste torenachtige bouwwerk, oorspronkelijk ongeveer acht meter hoog, werd ontdekt door archeologen in Jericho. Het werd gebouwd in het neolithicum en komt uit het 8e millennium v.Chr..
De grote ouderdom van de bouw van torens wordt bevestigd door het bestaan van torens in veel oude architectuur, de rol die torens spelen in cultuur, mythologie en religie. Zo wordt er in de eerste bladzijden van het boek Genesis over de bouw van de kolossale toren van Babel geschreven. Dit was waarschijnlijk een ziggoerat, een getrapte piramidale toren, zoals die vanaf het 3e millennium v.Chr. in Mesopotamië werden gebouwd. Voor de inwoners van Mesopotamië waren zij op hun beurt een soort model van het heelal, voorgesteld in de vorm van een wereldberg, waardoor de as loopt die hemel, aarde en de onderwereld met elkaar verbindt. Torens werden gebouwd van klei, hout of steen en in verschillende vormen: rond, veelhoekig en vierhoekig met een puntdak of een platform omgeven door kantelen.

## Functie
De functie van torens is uiteenlopend.
- De functie als statussymbool is welbekend. De toren van Babel is exemplarisch, maar ook belforten en meer recent ook zeer hoge gebouwen als de Burj Khalifa zijn daar voorbeelden van.
- Torens werden vanouds ook benut voor militaire doeleinden, zoals uitzichttorens en de verdedigingstorens van kastelen. Kerktorens werden vaak als uitzichttoren gebruikt en waren daartoe soms eigendom van de gemeente en niet van de kerk. Tegenwoordig kennen we bijvoorbeeld de uitkijktoren en tijdens de Koude Oorlog waren er de luchtwachttorens. Kerktorens waren soms versterkt om te kunnen verdedigen en herbergden belangrijke zaken als archieven.
- Torens speelden een rol als baken en voor de oriëntatie. In de landmeetkunde werden kerktorens vaak gebruikt als oriëntatiepunt en ook zeevarenden richtten zich vaak op kerktorens. De vuurtoren werd speciaal ingericht om als baken voor zeevarenden te dienen.
- Torens speelden een rol in het waarschuwen van de bevolking, bijvoorbeeld door middel van klokgelui. Ook centrale voorzieningen, zoals een torenuurwerk voor de tijdaanduiding en een carillon voor het verspreiden van sfeervolle klanken kon men in een toren aantreffen. De minaret wordt eveneens als zodanig gebruikt, namelijk om de gelovige moslims op te roepen tot gebed.
- Torens dienen vaak een technisch doel. Als zodanig kent men watertorens, televisietorens, verkeerstorens en koeltorens. De fabrieksschoorsteen, hoewel meestal niet als toren aangeduid, is eveneens een hoog bouwwerk met een technisch doel. Een bijzonder gebruik van torens was voor de optische semafoor van Claude Chappe, die omstreeks 1810 op een reeks kerktorens werd bevestigd teneinde snelle berichtgeving in het Frankrijk van Napoleon mogelijk te maken.
- Torens worden in Japan aangeduid met het woord tō 塔. Oorspronkelijk, tot de Meiji-restauratie werd het woord tō alleen in de religie gebruikt, maar daarna ook als toren in de westerse zin, zoals bijvoorbeeld in de Eiffeltoren, エッフェル塔, Efferu-tō.

## Voorbeelden

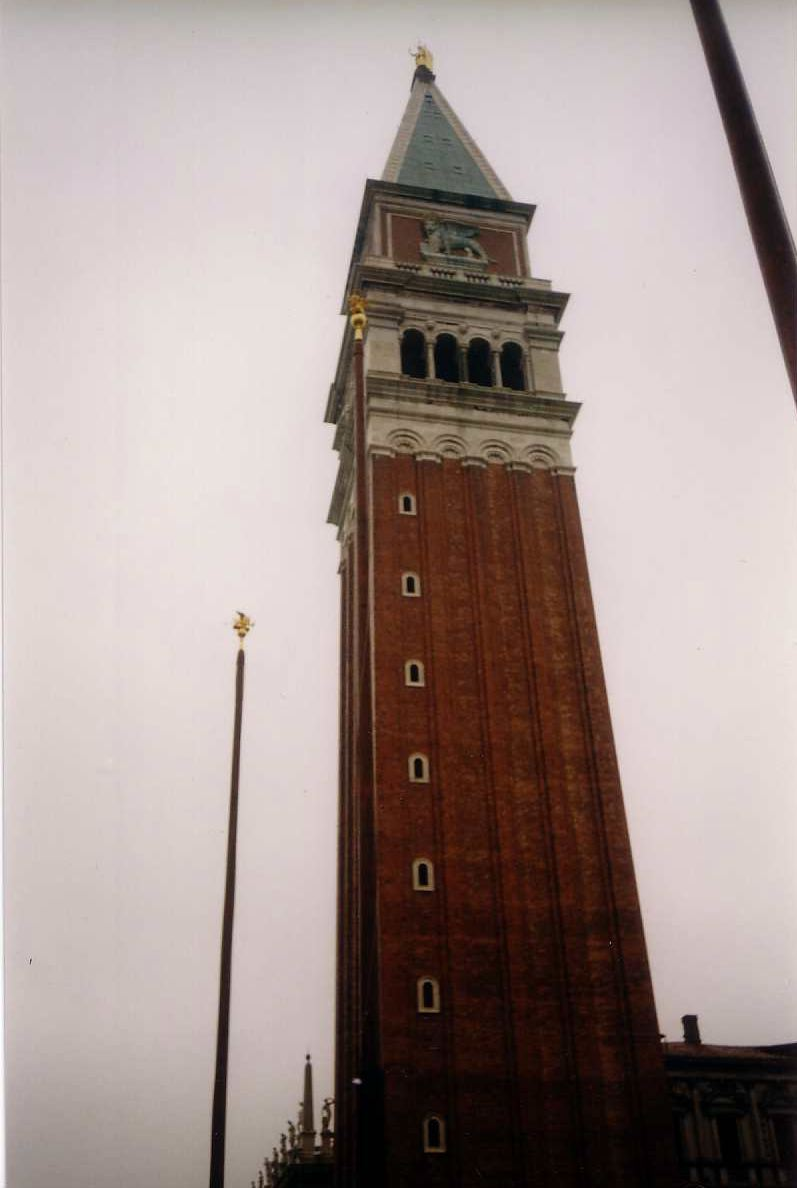
Campanile in Venetië
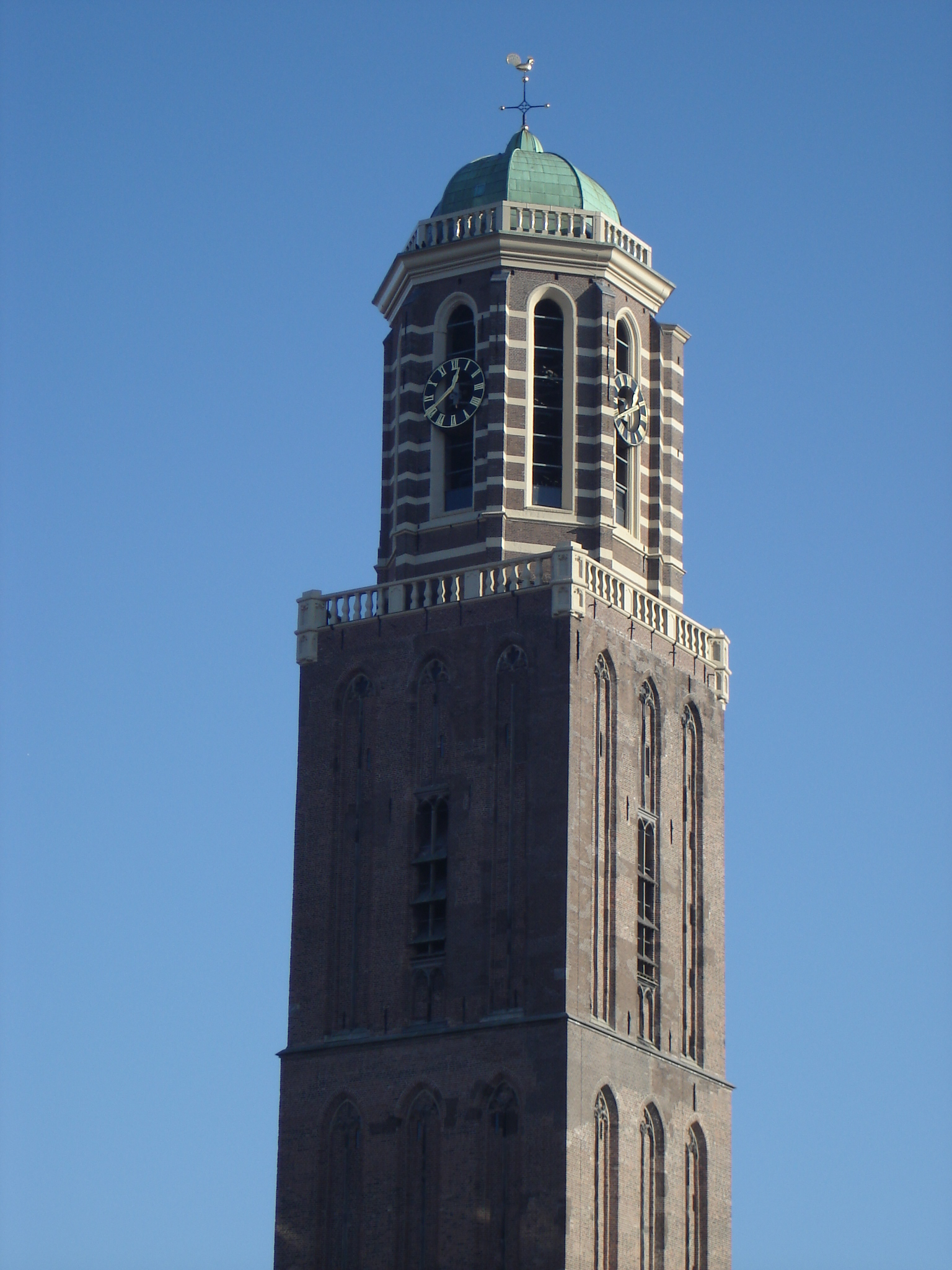
De Peperbus in Zwolle
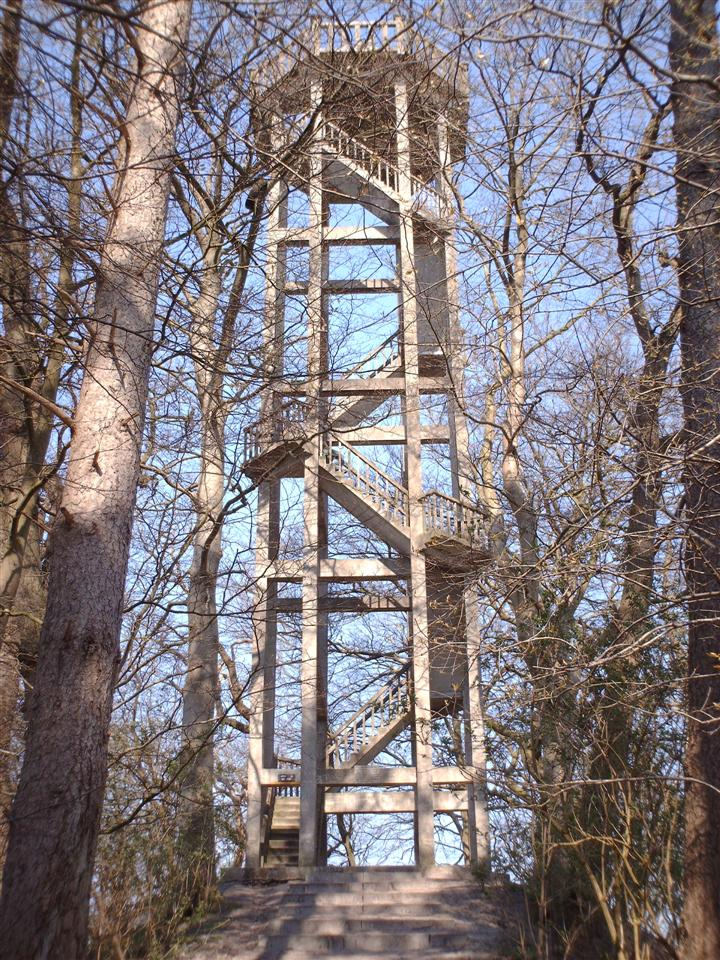
Belvédère (Oranjewoud)
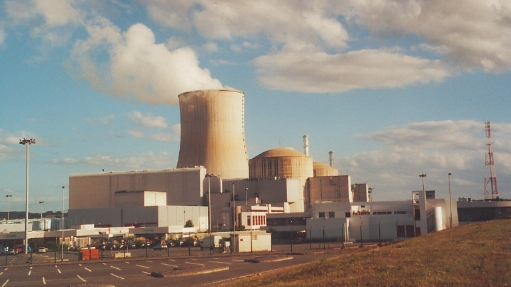
Koeltoren
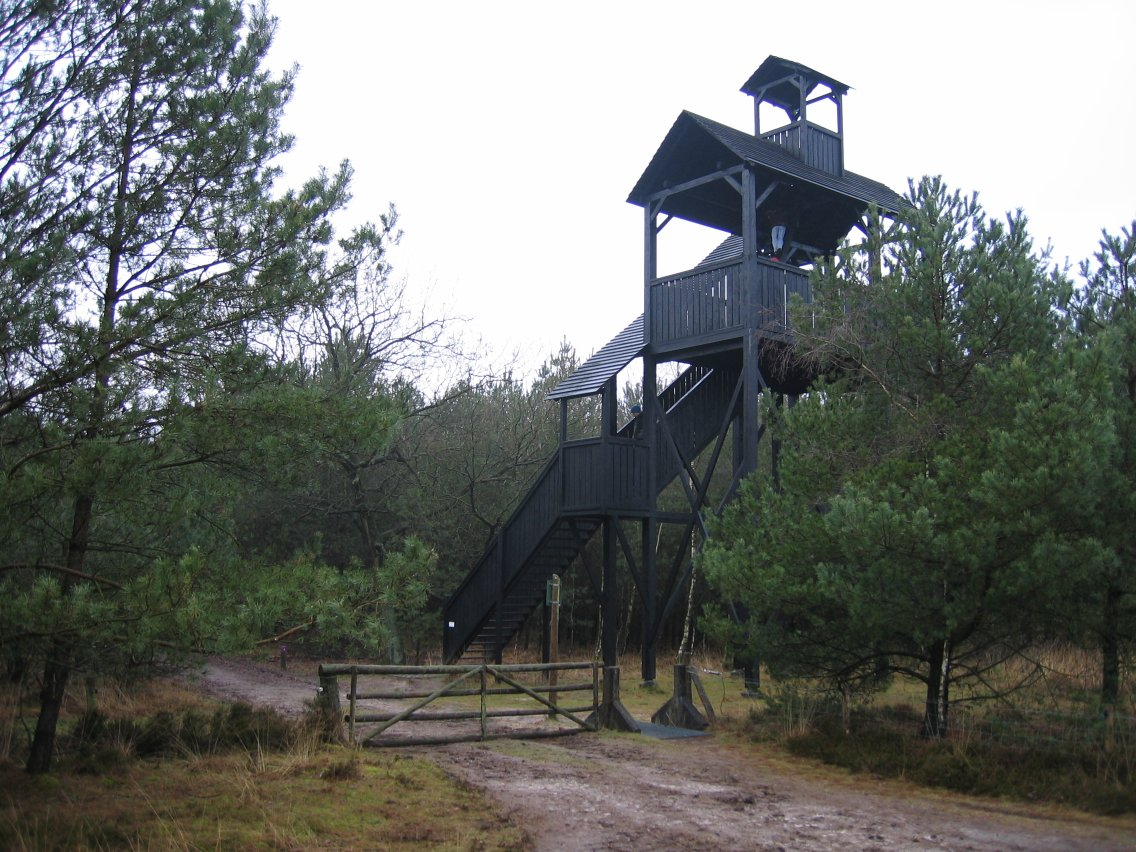
Uitkijktoren in Nationaal Park Drents-Friese Wold
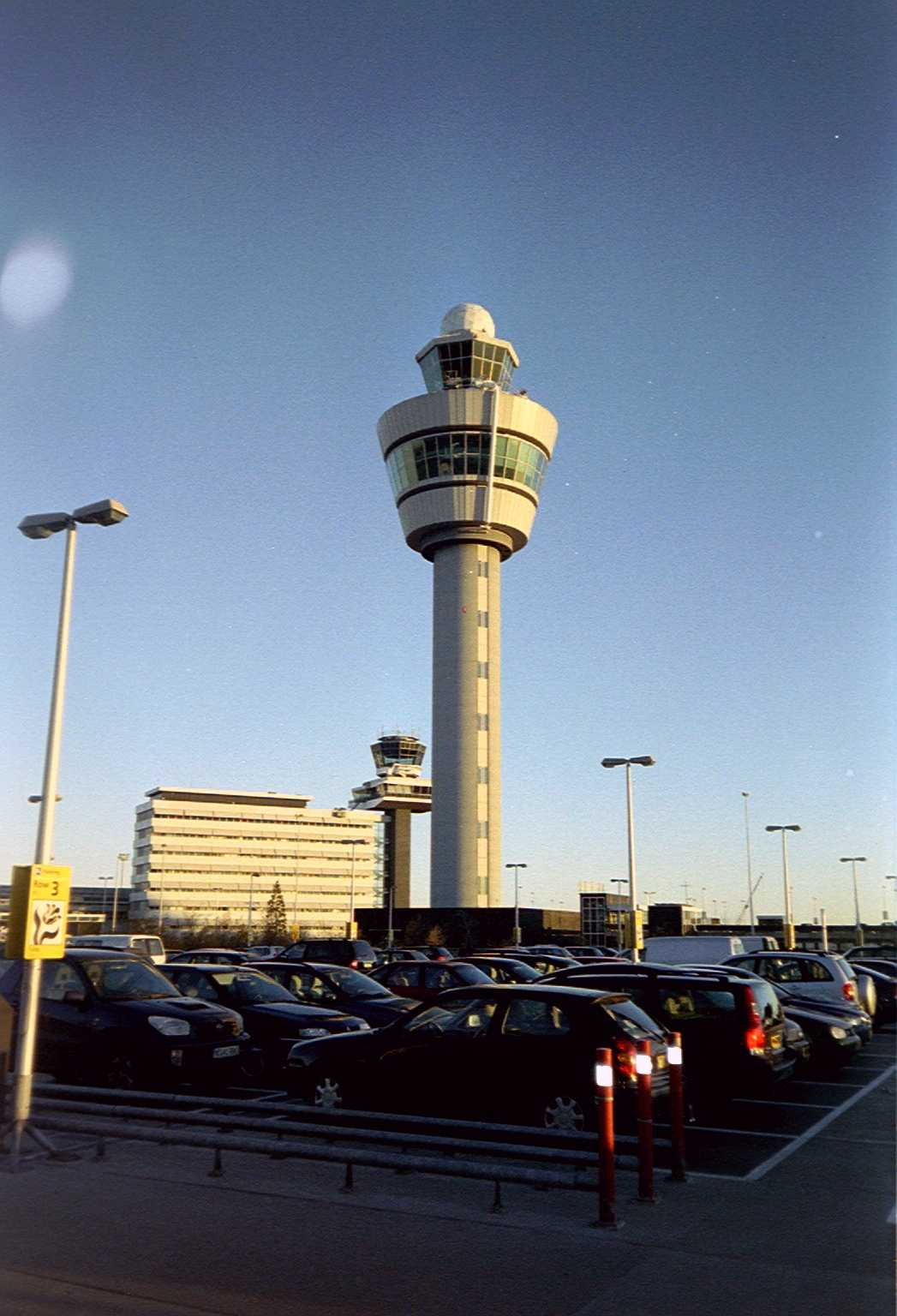
Verkeerstoren Schiphol
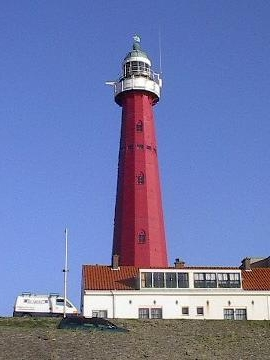
Vuurtoren van Scheveningen
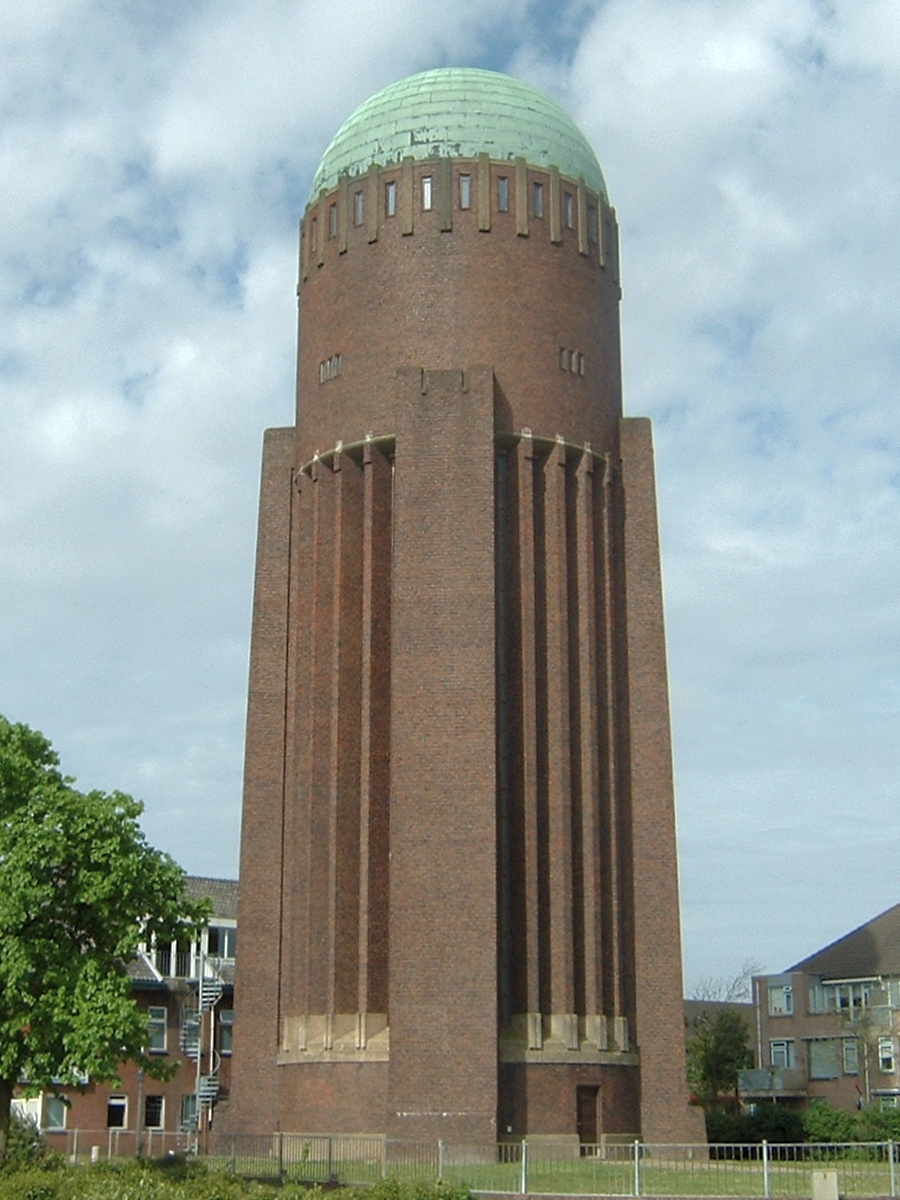
Watertoren in Naaldwijk
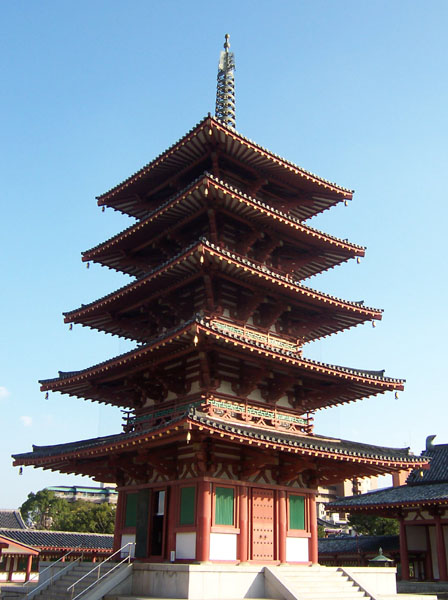
Houten pagode: mokutō
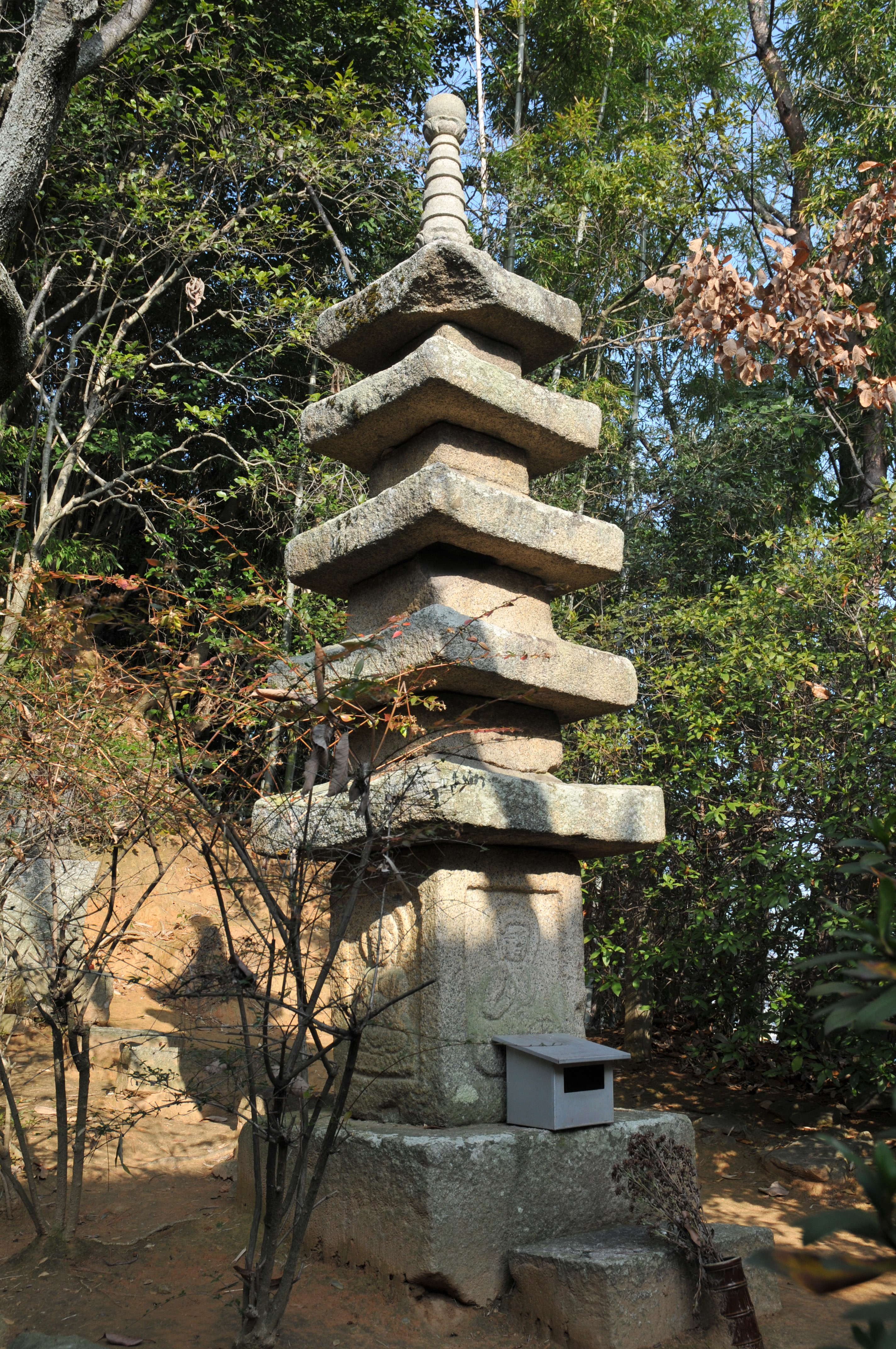
Stenen pagode tasōtō
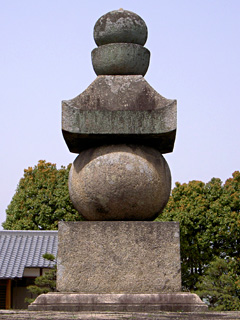
Stoepa of pagode met vijf 'ringen': gorintō
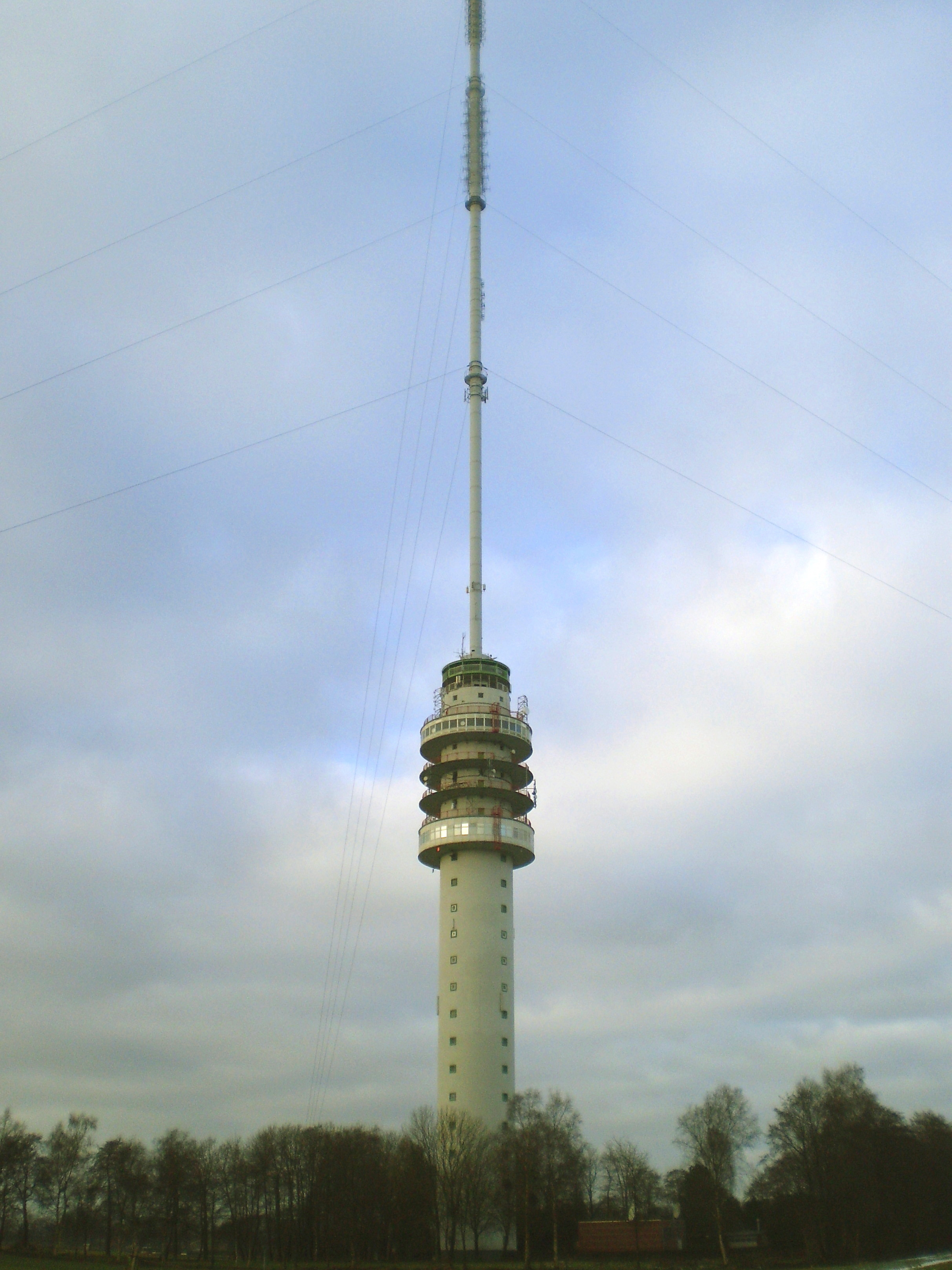
Televisietoren van Smilde